# James Pickens Jr.
James Pickens, Jr., född 26 oktober 1954 i Cleveland, Ohio, är en amerikansk skådespelare. 
Han är bland annat känd för rollen som Dr. Richard Webber i TV-serien Grey's Anatomy. Pickens har också gästspelat i serier som Vita huset, Roseanne, Six Feet Under och inte minst Arkiv X där han spelade FBI-direktören Alvin Kersh.
Pickens är gift och har två barn. På fritiden tillbringar han tid med bland annat rodeo.

## Filmografi (urval)
- 1990–1996 – Roseanne (TV-serie) (19 avsnitt)
- 1996 – Sleepers
- 1996 – Skuggor från det förflutna
- 1997–2000 – Advokaterna (TV-serie) (15 avsnitt)
- 1998–2002 – Arkiv X (TV-serie) (19 avsnitt)
- 2002–2003 – Six Feet Under (TV-serie) (två avsnitt)
- 2004 – Vita huset (TV-serie) (avsnittet "Full Disclosure")
- 2005–2019 – Grey's Anatomy (TV-serie) (301 avsnitt, pågående)